# Charles Horton Peck
Charles Horton Peck (30. března 1833, Sand Lake (New York) – 11. července 1917, Albany (New York)) byl americký mykolog. Byl newyorským státním botanikem v letech 1867 až 1915; v tomto období popsal více než 2700 druhů severoamerických hub.
Byly to například:
- Amanita ocreata
- Russula abietina